# Liste der französischen Botschafter in Albanien
Die Liste der Französische Botschafter in Albanien enthält sämtliche Leiter der französischen Vertretung in Tirana seit der Aufnahme diplomatischer Beziehungen im Jahre 1922.
| Von       | Bis       | Botschafter                                                                         |
| --------- | --------- | ----------------------------------------------------------------------------------- |
| 1922      | 1926      | Jean Béguin-Billecocq, zunächst als Chargé d’affaires, dann zum Botschafter ernannt |
| 1926      | 1929      | Gaston de Vaux                                                                      |
| 1929      | 1934      | Georges Degrand                                                                     |
| 1934      | 1935      | Marcel Ray                                                                          |
| 1935      | 1939      | Louis Mercier                                                                       |
| 1939      | 1945      | Botschaft geschlossen                                                               |
| 1946      | 1946      | Guillaume Georges-Picot                                                             |
| 1946      | 1948      | Guy Menant                                                                          |
| 1948      | 1950      | André Chartier                                                                      |
| 1950      | 1953      | Georges Cassin                                                                      |
| 1953      | 1956      | M. Chassaing de Bourdeille                                                          |
| 1956      | 1961      | Louis Keller                                                                        |
| 1961      | 1963      | Jean Aurillac                                                                       |
| 1963      | 1966      | Pierre Gorce                                                                        |
| 1966      | 1969      | Yves Pinauldt                                                                       |
| 1969      | 1972      | Albert Vanthier                                                                     |
| 1972      | 1974      | André Millot                                                                        |
| 1974      | 1977      | François Desbans                                                                    |
| 1977      | 1978      | Marcel Bouquin                                                                      |
| 1978      | 1981      | Gabriel Lecomte                                                                     |
| 1981      | 1985      | Marcel Martin                                                                       |
| 1985      | 1989      | Philippe Legrain                                                                    |
| 1989      | 1992      | Michel Boulmer                                                                      |
| 1992      | 1994      | Jacques Faure                                                                       |
| 1994      | 1996      | Louis Dominici                                                                      |
| 1996      | 2001      | Patrick Chrismant                                                                   |
| 2001      | 2004      | Michel Menachemoff                                                                  |
| 2004      | 2008      | Françoise Bourolleau                                                                |
| 2008      | 2011      | Maryse Daviet                                                                       |
| 2011      | 2014      | Christine Moro                                                                      |
| 2014      | 2017      | Bernard Fitoussi                                                                    |
| 2017      | 2020      | Christina Vasak                                                                     |
| 2020      | 2023      | Élisabeth Barsacq                                                                   |
| seit 2023 | seit 2023 | Catherine Suard                                                                     |